# Gać (powiat grudziądzki)
Gać (niem. Gatsch) – wieś w Polsce położona w województwie kujawsko-pomorskim, w powiecie grudziądzkim, w gminie Grudziądz.

## Podział administracyjny
W latach 1975–1998 miejscowość administracyjnie należała do województwa toruńskiego.

## Demografia
Według Narodowego Spisu Powszechnego (III 2011 r.) wieś liczyła 427 mieszkańców. Jest dziesiątą co do wielkości miejscowością gminy Grudziądz.

## Historia
W 1614 roku grudziądzki mieszczanin miał w Gaci w dzierżawie 2,3 włóki na 40 lat. W 1787 roku wieś należała do Okonina. Dwa lata później zanotowano, że we wsi było 14 dymów. W 1931 roku miejscowość była osiedlem niesamodzielnym należącym do gminy Węgrowo Polskie. W roku 1944 Gać miała powierzchnię 226,4 ha i liczyła 172 mieszkańców. W 2000 roku wieś należała do sołectwa Węgrowo.

## Komunikacja publiczna
Komunikację do wsi zapewniają linie autobusowe Gminnej Komunikacji Publicznej.